# Zingelsberg
Zingelsberg je naselje v Občini Trg v Okraju Trg na Koroškem v Avstriji.